# Crister Carlsson
Sven Crister Carlsson, född 25 september 1963 i Hosjö församling i Kopparbergs län, är en svensk politiker (moderat). Han är riksdagsledamot (statsrådsersättare) sedan 2022 för Dalarnas läns valkrets.
Carlsson kandiderade i riksdagsvalet 2022 och blev ersättare. Han är statsrådsersättare för Carl-Oskar Bohlin sedan 18 oktober 2022. I riksdagen är Carlsson suppleant i skatteutskottet och socialutskottet.